# Lou Grant
Lou Grant é uma série de televisão norte-americana, transmitida originalmente nos Estados Unidos pela rede CBS, entre 20 de Setembro de 1977 e 13 de Setembro de 1982, num total de 114 episódios e 5 temporadas. A série é um spin-off da série The Mary Tyler Moore Show (1970-1977).
A série venceu o prémio Emmy de melhor série dramática em 1979 e 1980 e o Globo de Ouro em 1979.

## Enredo
Lou Grant (Edward Asner) torna-se o editor do jornal diário Los Angeles Tribune, depois de ser despedido pela estação de televisão WJM. Quando a personagem de Asner fazia parte da série The Mary Tyler Moore Show, era um produtor de televisão que estava a iniciar a sua carreira como jornalista.

## Elenco
- Edward Asner : Lou Grant
- Mason Adams : Charlie Hume
- Robert Walden : Joe Rossi
- Linda Kelsey : Billie Newman
- Nancy Marchand : Margaret Pynchon
- Jack Bannon : Art Donovan
- Daryl Anderson : Dennis Price
- Allen Williams : Adam Wilson (temporadas 2 a 5)
- Rebecca Balding : Carla Mardigan (temporada 1)
- Cliff Potts : Ted McCovery (temporada 5)
- Barbara Jane Edelman : Linda (temporada 5)
- Lance Guest : Lance (temporada 5)